# 李元白
李元白（1884年—1972年），男，四川温江人，中华民国政治人物。

## 生平
李元白是清朝举人，中国同盟会会员。早年毕业于北京高等实业学校。历任大元帅府秘书，黄埔军校教官立法委员。1952年，获聘为四川省文史研究馆馆员。1972年，逝世。

## 荣誉
- 三等景星勋章（1946年1月1日批准[2]）